# Шубин, Пётр Фёдорович
Пётр Фёдорович Шубин (10 июня 1894, Ташла, Оренбургская губерния (ныне Оренбургской области России) — 1948, Фрунзе) — киргизский советский композитор, дирижёр, музыкальный педагог. Народный артист СССР, Народный артист Киргизской ССР (1944). Заслуженный деятель искусств Киргизской ССР. Член Союза композиторов Киргизской ССР. Один из зачинателей киргизского музыкального искусства.

## Биография
Родился в семье плотника.
В 1908—1915 годах обучался музыке в Петербурге, затем по классу композиции и фортепиано в Санкт-Петербургской консерватории. В 1918 году получил свою первую премию Пролеткульта за сочинение «Русской песни». С 1915 по 1928 год работал учителем музыки в Ленинграде, Башкирии и Оренбурге. В годы Гражданской войны служил в качестве капельмейстера и начальника курсов Революционного Совета Башкирских войск. В 1922 году был демобилизован и вернулся в родную губернию, где посвятил себя новым работам и гастролям. В 1928 году по приглашению профсоюзов приехал в Киргизию из Москвы.
Свои первые годы пребывания в Киргизии посвятил театру рабочей молодежи. После реорганизации театра-студии в Киргизский гостеатр и музтехникум Шубин переходит в последний, где в течение пяти лет преподаёт музыкально-теоретические предметы, готовя к практической деятельности национальные кадры музыкантов.
Глубоко изучил национальные особенности киргизских народных музыкальных инструментов, понимал исполнение, музыкальный стиль и форму каждой мелодии. Собрав известных талантливых музыкантов, организовал небольшой ансамбль из 10 человек, со временем превратил его в оркестр из 70 человек. В мае 1936 года после первого концерта Киргизского национального оркестра, которым он руководил, был выдвинут на соискание Государственной премии Киргизской ССР. В 1935 году был приглашён в киргизский театр в качестве дирижёра и композитора.
Избирался депутатом Верховного Совета Киргизской ССР.

## Награды
- Орден Трудового Красного Знамени (07.06.1939) — за выдающиеся заслуги в деле развития киргизского театрального искусства
- орден «Знак Почета» (дважды)
- Почётные грамоты и Грамоты Верховного Совета Киргизской ССР
- Народный артист Киргизской ССР (1944)
- Народный артист СССР
- Заслуженный деятель искусств Киргизской ССР

## Избранные музыкальные сочинения
Наиболее крупными сочинениями композитора стали трехактный балет «Освобожденная Россия», симфония «Гибель богов», фантазия «Октябрьский переворот» (1922—1925); «Траурный марш» (1924), посвящённый памяти В. И. Ленина.
Совместно с Абдыласом Малдыбаевым написал музыку к драмам «Карачач», «Вместо смерти», «Сломанный Кайрык», «Чонг Кербез», «Старость», «Ой соловей», «Цветок», «Арпаны Ала-Тоосунан», музыку и песни «Кызыл-Орсы», «Девичья мечта», «Фантазии на кыргызские темы», «Юное желание»
Музыка к спектаклям: «Ажал ордуна» (1934 г.), «Карачач» (1935 г.), «Джапалак Джатпасов» (1936 г.), «Столица» (1935—1937 гг.), «Платон Кречет» (1936—1938 гг. «Джаныл» (1946 г. — не окончена), «Коварство и любовь» (1947—1948 гг. — не окончена).
Для оркестра: музыка для спортивной делегации Киргизии к параду на Красной площади в честь 20-летия Октября (6 номеров, из которых наиболее известен Марш Киркавполка (1937 г.); фантазия на киргизские темы (1938 г.).
Увертюра «Молодая мечта» («Жаш тилек»); сюита «БЧК»; сюита на темы М. Куренкеева; киргизский танец девушек; «Мин кыял» на темы Токтогула; марш Киркавдивизии и др.
Для камерных оркестров: серенада, романс, каватина для скрипки с фортепиано; песни без слов; мелодия для виолончели и скрипки с фортепиано (все сочинения до 1928 г.); квартет на тему С. Медетова «Пахтачы кыздын бийи» («Танец девушек-хлопкоробов»); «Возвращение» (киргизский танец) для струнного квартета; 3 киргизские пьесы для квартета деревянных духовых; 3 пьесы для виолончели с фортепиано на темы киргизских песен «Ляйлихан», «Акимбай» «Куйомун»; пьеса для скрипки и фортепиано на тему «Ажырашуу»; «В часы досуга» — две пьесы для виолончели и фортепиано; сюита «Песни без слов» — шесть пьес для скрипки и фортепиано.
Для фортепиано: пьесы «Похоронный марш» (1924 г.), Испанский танец, полонез, два вальса (все до 1928 г.); пьесы «Шутка» (1940 г.), 7 киргизских танцев; обработка мелодии А. Темирова «Пять рябин» («Беш ыргай») и др.
Вокальные сочинения: свыше 25 романсов и дуэтов на слова А. Пушкина, М. Лермонтова, Н. Корецкого и П. Шубина; свыше 30 песен на слова В. Лебедева-Кумача, В. Винникова, М. Голодного, П. Шиплевого, М. Исаковского, С. Маршака; 6 песен на слова Токтогула, 6 песен на слова А. Токомбаева, Т. Уметалиева, К. Кумушалиева, И. Байтемирова, К. Маликова, К. Акиева; 6 песен на народные киргизские тексты.
Вокальные обработки: песен М. Баетова, Д. Шералиева, А. Малдыбаева, А. Огонбаева; обработки казахских, киргизских, узбекских, татарских, молдавских народных песен.
Обработки для оркестра: «Керме-Тоо» (народная), «Эски камбаркан» (мелодия Токтогула), «Такмаза» (мелодия А. Кумамбетова) и др.